# La Famille heureuse
La Famille heureuse, Famille de paysans ou Le Retour du baptême est un tableau réalisé par le peintre français Louis Le Nain en 1642. Cette huile sur toile est conservée au musée du Louvre, à Paris.